# Irene Newton
Irene Margaret Newton (1915–1992) foi uma notável artista britânica que foi designer têxtil, pintora e professora.

## Biografia
Newton cresceu em Truro, na Cornualha, onde frequentou a High School for Girls antes de estudar na Truro School of Art de 1934 a 1938. Ela então trabalhou como assistente de arte em escolas de arte em Stourbridge e Hereford, antes de assumir um cargo de professora na Elizabeth Gaskell College of Education em Manchester. Paralelamente às suas funções de professora, Newton criou designs têxteis tanto para tecelagem manual como para produção mecânica. Foi eleita membro da Royal Society of the Arts em 1940 e foi reconhecida como licenciada pela Society of Industrial Designers. Newtown também exibiu trabalhos na Royal Society of British Artists, na Royal Birmingham Society of Artists, na United Society of Artists e no Paris Salon.
Newton passou a última parte da sua vida em Southport, no noroeste da Inglaterra.